# Iomerê
Iomerê este un oraș în Santa Catarina (SC), Brazilia.